# وسترن سيدني واندررز
نادي وسترن سيدني واندررز لكرة القدم (بالإنكليزية: Western Sydney Wanderers Football Club) هو فريق كرة قدم أسترالي، تأسس عام 2012، أستطاع في عام 2013 إحراز كأس أستراليا ثم الفوز بدوري أبطال آسيا عام 2014 ليتمكن من المشاركة في كأس العالم للأندية لأول مرة.

## قصة تأسيسه
في عام 2005 عندما أراد فريق سيدني المشاركة في أول دوري تم الاتفاق على أن تكون الجهة الغربية من سيدني مقرا له
بعد فوز نادي اف سي سيدني برخصه المشاركة في الدوري اضطر رئيس الاتحاد الأسترالي فرانك لوي على تعديل بعض بنود (دعمه غير القانوني) للنادي اهمها:
1/ انتقال مقر النادي إلى الجهة الشرقية من سيدني..
2/تقليل شراكة * (نيو ساوث ويلز) من 100 إلى 25 بالمئة مع العلم أن ابن فرانك لوي كان مستمثر أيضا في النادي
وردا على ذلك قامت (نيو ساوث ويلز) بسحب شراكتها بالكامل بسبب ما اعتبرته سوء تنسيق وعدم تشاور وتعاون من قبل عائلة لوي بل تجاوز الامر إلى ان اعتبرت ان عائلة لوي تعيث فسادا في النادي
من عام 2005 كانت سيدني تشارك فقط بفريق واحد هو اف سي سيدني
بحلول عام 2008 أظهر الاتحاد الأسترالي نيته لتطوير وتوسيع نطاق الدوري وبالتالي زيادة عدد الفرق المشاركة..
ابدت 10 فرق رغبتها واستعدادها للمشاركة في الدوري أثنان منها من مدينة سيدني اف سي سيدني وويسترن سيدني غير أن المشاكل المالية والاقتصادية حالت دون مشاركة ويسترن سيدني في الدوري لذلك اقتصرت المشاركة على فريق اف سي سيدني
في فبراير 2012 أصبح الدوري الأسترالي يلعب ب9 اندية بسبب سحب تصريح المشاركة في الدوري من نادي جولد كوست يونايتد لمشاكل قانونيه مع الاتحاد الأسترالي مما شكل حافزا كبيرا لاعادة النظر في وضع فريق سيدني الآخر (ويسترن سيدني)
الواضح انه كان مهله لتحديد ما إن كان الفريق بوسعه استصدار رخصة للمشاركة في الدوري أم لا قبل انطلاقه
وبعد سباق مع الزمن وتحديدا في 4 نيسان 2012، ث أعلن رئيس الاتحاد الأسترالي إنشاء «نادي سيدني جديد» ومقره في غرب المدينة للعب في الدوري الأسترالي. وبعد عدة محاولات لإيجاد داعم لامتلاك وتشغيل النادي الذي لا مالك له قرر الاتحاد الأسترالي دعم النادي من خلال تأمين 4 ملايين من الحكومة الاتحادية الأسترالية كمنحة للنادي
كما أبدى عدد من لاعبي كرة القدم الأسترالي سكوت شيبرفيلد وتيم كاهيل ولوكاس نيل دعمهم للنادي لكرة القدم ومقره سيدني الغربية، وكذلك فعل المجتمع المحلي، وبذلك كسب النادي تعاطف شعبي هذا مايفسر قدرة النادي على تكوين جماهيريه له في فترة بسيطة

## أهم إنجازاته
- الفريق حقق بطولة الكأس موسم 2012
- وصيفا لبطل الكأس 2013
- وصيفا لبطل الدوري 2013
- بطل دوري أبطال آسيا 2014.

## تشكيلة نادي ويسترن سيدني وانديريرز
| اللاعب               | المركز    | الجنسية  |
| -------------------- | --------- | -------- |
| مارك بريدج           | مهاجم     | أستراليا |
| بريندون سانطلب       | مهاجم     | أستراليا |
| روميو كاستلين        | وسط       | سورينام  |
| هاليتي               | وسط       | كوسوفو   |
| تريفايرو             | وسط       | أستراليا |
| بولجاك               | وسط       | كرواتيا  |
| أنتوني غوليتش        | مدافع     | أستراليا |
| نيكولاي توبور-ستانلي | مدافع     | أستراليا |
| هاميل                | مدافع     | أستراليا |
| دانيال مولين         | مدافع     | أستراليا |
| انتي تشوفيتش         | حارس مرمى | أستراليا |

## روابط خارجية
- الموقع الرسمي